# 勇者伊戈尔
勇者伊戈尔（古東斯拉夫語：Игорь Святъславичь，古挪威语: Ingvar Sveinaldsson，1151年—1201年/1202年）  ，是一位罗斯王子（留里克王朝王室成員） ，他的教名是尤里。 他曾率軍對抗库曼人。勇者伊戈尔還是普蒂夫尔王公 (1164–1180)、诺夫哥罗德-谢韦尔斯基公国王公 (1180–1198) 和切尔尼戈夫公国王公 (1198–1201/1202) 。古罗斯文学经典《伊戈尔远征记》的主角。